# Taribo West
Taribo West (ur. 26 marca 1974 w Lagos) – nigeryjski piłkarz występujący na pozycji obrońcy. Z reprezentacją Nigerii grał na Mundialu 1998 i 2002 oraz triumfował w Igrzyskach Olimpijskich w 1996.

## Kariera piłkarska
Taribo West był zawodnikiem m.in. AJ Auxerre, Interu Mediolan, A.C. Milan, Derby County, 1. FC Kaiserslautern i Partizana Belgrad. W czasie pobytu w Partizanie Zarko Zečević oskarżył go o podanie nieprawidłowego wieku. Wg Zečevicia jego wiek był o 12 lat wyższy od oficjalnie podawanego.
Zakończył karierę w listopadzie 2007 roku.

## Sukcesy piłkarskie
- mistrzostwo Francji 1996 oraz Puchar Francji (1994 i 1996) z AJ Auxerre
- Puchar UEFA (1998) z Interem Mediolan

W reprezentacji Nigerii wystąpił 42 razy – uczestnik Mistrzostw Świata 1998 (1/8 finału) i 2002 (runda grupowa) oraz Igrzysk Olimpijskich 1996 (złoty medal).